# Dargajogihalli
Dargajogihalli è una suddivisione dell'India, classificata come census town, di 6.205 abitanti, situata nel distretto di Bangalore Rurale, nello stato federato del Karnataka. In base al numero di abitanti la città rientra nella classe V (da 5.000 a 9.999 persone).

## Geografia fisica
La città è situata a 13° 18' 43 N e 77° 31' 36 E.

## Società

### Evoluzione demografica
Al censimento del 2001 la popolazione di Dargajogihalli assommava a 6.205 persone, delle quali 3.181 maschi e 3.024 femmine. I bambini di età inferiore o uguale ai sei anni assommavano a 901, dei quali 442 maschi e 459 femmine. Infine, coloro che erano in grado di saper almeno leggere e scrivere erano 3.999, dei quali 2.243 maschi e 1.756 femmine.